# Armin Shimerman
Armin Shimerman, ameriški filmski igralec, * 5. november 1949, Lakewood, New Jersey, ZDA.
Shimerman je verjetno najbolj znan po svoji vlogi Ferengijca Quarka v znanstvenofantastični televizijski nadaljevanki Zvezdne steze: Deep Space Nine (Star Trek: Deep Space Nine), čeprav je že prej igral neko drugo vlogo Ferengijca Zvezdnih stez: Naslednja generacija (Star Trek: The Next Generation) v epizodi Zadnja predstraža (The Last Outpost)
Shimerman je znan tudi po vlogi predstojnika Snyderja v televizijski nadaljevanki Izganjalka vampirjev (Buffy the Vampire Slayer).